# هيئة الأركان العامة للقوات المسلحة الروسية
هيئة الأركان العامة للقوات المسلحة الروسية (بالروسية:Генеральный штаб Вооружённых сил Российской Федерации, Генштаб) ، هي مؤسسة عسكرية روسية تهتم بما يتعلق بالقوات العسكرية الروسية في كافة القطاعات، وهي البحرية والجوية والدفاع الجوي والبري، يقع المقر الرئيسي في موسكو عاصمة روسيا.

شعار هئية الأركان العامة للقوات المسلحة.

## وصلات خارجية
- Does Russia Need A General Staff? (European Security Winter 2001 Vol. 10, No. 3, translation by Foreign Military Studies Office)
- Dr S J Main, The "Brain" of the Russian Army: The Centre for Military-Strategic Research, General Staff, 1985-2000, Conflict Studies Research Centre, UK MOD